# ورگیگنن
ورگیگنن (به فرانسوی: Vergoignan) یک کمون در فرانسه است که در Canton of Riscle واقع شده‌است.

## خصوصیات
ورگیگنن ۱۰٫۴۴ کیلومترمربع مساحت و ۲۷۹ نفر جمعیت دارد و ۱۴۰ متر بالاتر از سطح دریا واقع شده‌است.